# نیدرویرت
نیدرویرت (به هلندی: Nederweert) یک منطقهٔ مسکونی در هلند است که در لیمبورخ واقع شده‌است. نیدرویرت ۳۳ متر بالاتر از سطح دریا واقع شده‌است.